# أهو غيرل
أهو غيرل (アホガール Aho gāru)
هي سلسلة مانغا، كتبها ورسمها هيرويوكي. نشرت في مجلة شونن أسبوعية منذ 28 نوفمبر 2012. ألفت كودانشا ثمانية مجلدت متأخرة جدا، وتم تغيير شكل المانغا لمرة أولى مع لوف هينا نشرت في 27 أغسطس 2014. أقتبس أنمي من مانغا وأنتجه ديوميديا و عرض في يوليو 2017 بعنوان أهو غيرل.

## مواقع خارجية
- أهو غيرل على شونن الأسبوعية (مجلة) (باليابانية)
- الموقع الرسمي
- أهو غيرل على موقع ANN manga (الإنجليزية)

 (بالإنجليزية)
- أهو غيرل (أنمي) على موقع أنستازيا أنمي (بالعربية)